# إيغور غونزاليس دي غالديانو
إيغور غونزاليس دي غالديانو (بالإسبانية: Igor González de Galdeano)‏ مواليد 1 نوفمبر 1973 في فيتوريا-غاستايز، إسبانيا، هو دراج إسباني سابق. سبق أن شارك في دورة الألعاب الأولمبية الصيفية.

## سباقات أو مراحل فاز بها
| التاريخ       | السباق                                     | المركز                                                                  |
| ------------- | ------------------------------------------ | ----------------------------------------------------------------------- |
| 01 يناير 1997 | Euskal Bizikleta 1997                      | المرتبة 11 في التصنيف العام                                             |
| 03 أبريل 1998 | 1998 Trofeo Foral de Navarra               | المرتبة 12 في التصنيف العام                                             |
| 01 يناير 1999 | جائزة ميغيل إندوراين 1999                  | العاشر في التصنيف العام                                                 |
| 01 يناير 1999 | طواف إسبانيا 1999                          | الثاني في التصنيف العام، الثالث في تصنيف النقاط، الخامس في تصنيف الجبال |
| 09 أبريل 1999 | طواف إقليم الباسك 1999                     | المرتبة 12 في التصنيف العام                                             |
| 01 يناير 2000 | Euskal Bizikleta 2000                      | الثاني في التصنيف العام                                                 |
| 07 أبريل 2000 | طواف إقليم الباسك 2000                     | المرتبة 17 في التصنيف العام                                             |
| 14 مايو 2000  | 2000 فولتا أستورياس                        |                                                                         |
| 01 يناير 2001 | Euskal Bizikleta 2001                      | الثالث في التصنيف العام                                                 |
| 13 أبريل 2001 | طواف إقليم الباسك 2001                     | العاشر في تصنيف الجبال                                                  |
| 28 يونيو 2001 | فولتا كاتالونيا 2001                       |                                                                         |
| 01 يناير 2002 | سباق الطريق ضد الساعة في بطولة العالم 2002 |                                                                         |
| 09 يونيو 2002 | فولتا أليمانيا 2002                        |                                                                         |

## روابط خارجية
- إيغور غونزاليس دي غالديانو على موقع الاتحاد الدولي للدراجات (الإنجليزية)
- إيغور غونزاليس دي غالديانو على موقع أرشيف الدراجات (الإنجليزية)
- إيغور غونزاليس دي غالديانو على موقع إحصائيات الدراجات الإحترافية (الإنجليزية)
- إيغور غونزاليس دي غالديانو على موقع نسبة الدراجات (الإنجليزية)
- إيغور غونزاليس دي غالديانو على موقع CycleBase (الإنجليزية)
- إيغور غونزاليس دي غالديانو على موقع اللجنة الأولمبية الدولية (الإنجليزية)
- إيغور غونزاليس دي غالديانو على موقع أوليمبيديا (الإنجليزية)
- Eurosport Profile